# 観光農園

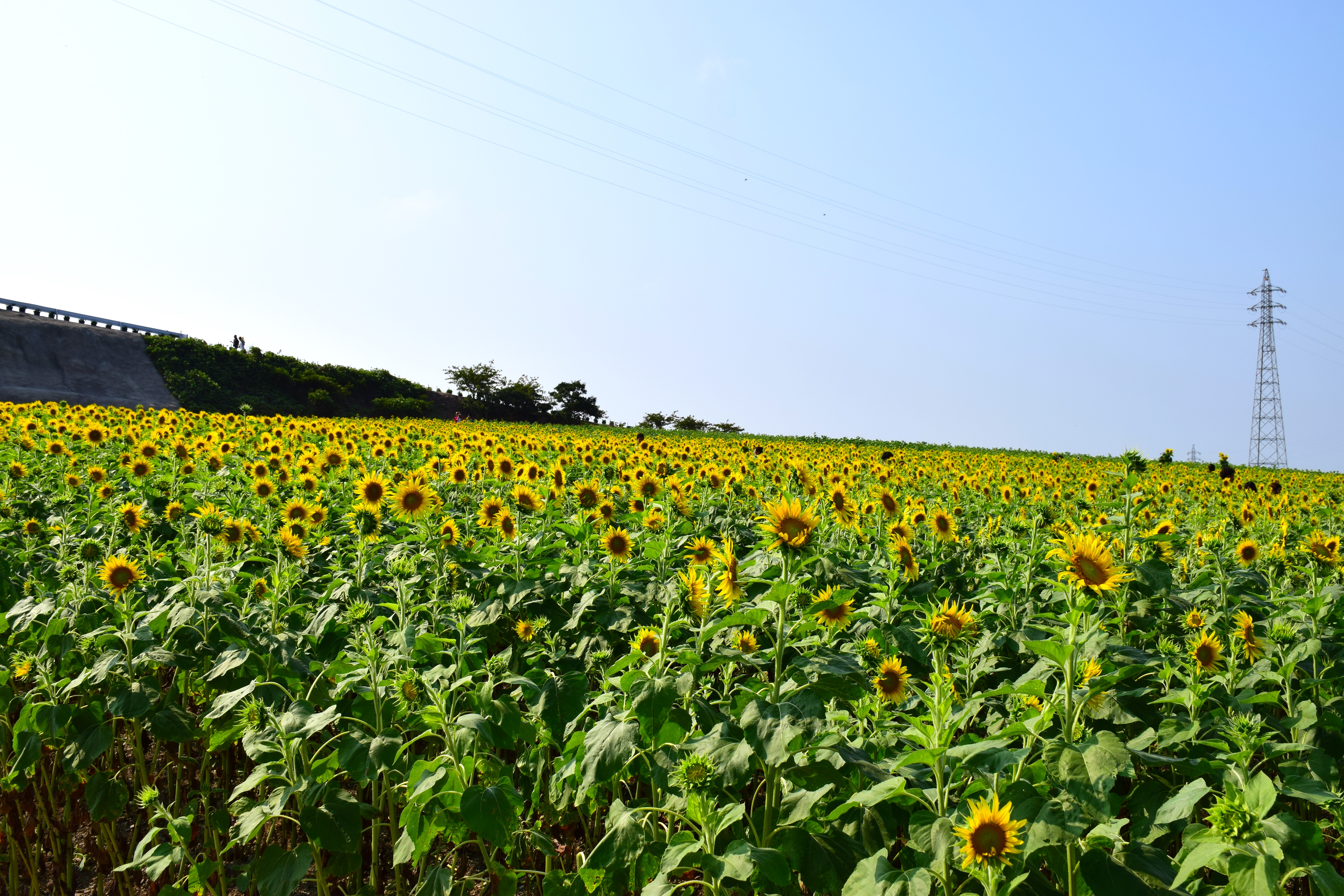
観光農園花ひろば（愛知県南知多町）

観光農園（かんこうのうえん）とは、農産物の収穫体験が出来る個人農家の経営する農園、または農業法人。
観光する側からは手軽に農産物の収穫体験ができ、いっぽう生産者側においては本来の営為とは異なる収益を見込むことができ、観光地などでは観光農園として専業化する農家もしくはこれをサポートする農業法人も多い。

## 観光農園の例

### 野菜
野菜の類としては、イチゴ狩り（12月～5月）、メロン狩り、スイカ狩り、サツマイモ掘りなどがある。
珍しいところでは、たけのこ掘り、山菜（ワラビ、ゼンマイ、コゴミ、タラの芽）狩りなどもある。

### 果物
果物の類としては、りんご狩り、みかん狩り、梨狩り、西洋なし狩り、柿狩り、ぶどう狩り、さくらんぼ狩り、桃狩り、ブルーベリー狩りなどがある。

### その他
キノコ狩り（マツタケ、シイタケ、シメジなど）。珍しいところでは、栗拾いなどもある。